# Selfors
Selfors är en förort, belägen 4 kilometer öster om Mo i Rana, i Rana kommun i Nordland. Orten ligger öster om Ranfjord och på norra sidan av Ranälven. E6 passerar Selfors medan Nordlandsbanen passerar längs den södra sidan av Ranälven. Selfors bro förbinder orten med Gruben och centrum av Mo i Rana.  Det finns också en väg till Ytteren, som ansluter till Fylkesväg 17.
Den lokala delen av Helgelandssykehuset befinner sig på Selfors. Vår Frelsers kirke, en romersk-katolsk kyrka  från 1971 i Tromsø stift, befinner sig också på orten. Selfors har två skolor, två barnträdgårdar, en livsmedelsbutik och ett antal mindre företag.
Orten har 2 156 invånare (2008).